# Sebeș
Sebeș [ˈsebeʃ] (veraltet Sebeșul Săsesc, d. h. Sächsisch Seben, deutsch Mühlbach, siebenbürgisch-sächsisch Melembåch, ungarisch Szászsebes) ist eine rumänische Stadt im Kreis Alba in der Region Siebenbürgen.

## Geographische Lage
Die Stadt Sebeș liegt im sogenannten Unterwald auf einer Ebene im südlichen Teil des Kreises Alba in der Nähe der Mündung des Flusses Sebeș (Mühlbach) in den Mureș (Mieresch). In Sebeș kreuzen sich die Europastraßen E 81 mit der E 68. Von Sebeș liegt in 10 km Entfernung Alba Iulia (Karlsburg), in 50 km Hermannstadt und in 63 km Deva (Diemrich). Im Norden grenzt Sebeș an die Stadt Alba Iulia, im Osten an die Gemeinden Daia Română (Dallendorf), Cut (Kokt) und Câlnic (Kelling), im Süden an Săsciori (Schweis) und im Westen an Vințu de Jos (Winz) und Pianu de Jos (Deutschpien). Durch die Stadt verläuft die Bahnstrecke Sibiu–Vințu de Jos.

### Stadtgliederung
Lancrăm (Langendorf) liegt etwa 2 km entfernt nördlich der Stadt Sebeș, Petrești (Petersdorf) liegt südlich am Fluss Sebeș. Dort befindet sich ein Stausee, der für die Trinkwasser- und Stromversorgung genutzt wird. Răhău (Reichau) liegt östlich von Sebeș.

## Geschichte

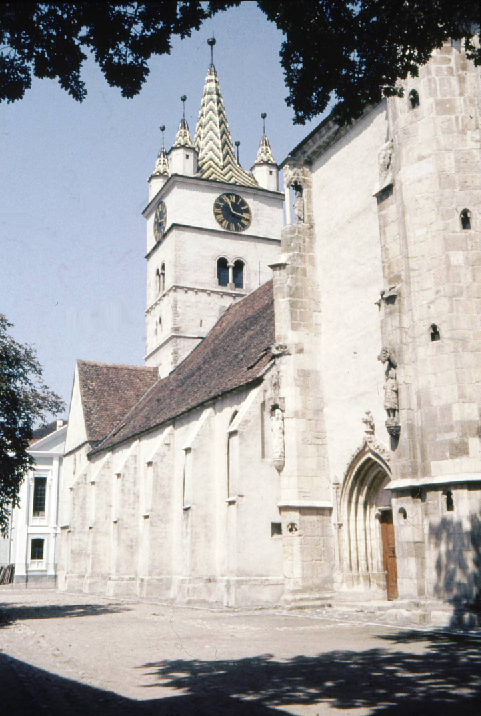
Evangelische Stadtpfarrkirche Mühlbach (1966)

Der Landstrich, in dem Mühlbach gegründet wurde, war bereits in vorchristlichen Jahrhunderten von den Dakern besiedelt worden. Kurzzeitig war er auch Teil des Römischen Reichs. Im 11. Jahrhundert gelangte das Gebiet unter ungarische Herrschaft. Die ungarischen Könige verbrachten zur Grenzsicherung das Hilfsvolk der Szekler dorthin, welches aber bereits Mitte des 12. Jahrhunderts zur neuen, sich weiter östlich befindlichen Reichsgrenze umgesiedelt wurde. Direkt danach wurden deutsche Siedler in der damals Terra Sebus genannten Gegend sesshaft gemacht (Siebenbürger Sachsen). Sie nannten ihre neue Ortschaft Mühlbach und bestimmten bis ins 20. Jahrhundert hinein die Geschicke der Stadt. Wie auch viele andere Orte Siebenbürgens wurde Mühlbach 1241 von den Mongolen verwüstet. 1243 wurde der Ort als Malembach erstmals erwähnt. Um 1300 zählte er bereits um die 2000 Einwohner. 1341 wird Mühlbach zum ersten Mal als Stadt erwähnt. 1342 wird die Stadt zudem erstmals auch als Sitz des Mühlbacher Stuhls genannt. Ende des 14. Jahrhunderts erhielt die Stadt ihre zum Großteil heute noch sichtbaren Befestigungen. 1438 wurde die Stadt von den Türken belagert. Nach der Kapitulation wurde Mühlbach geplündert und die überlebende Bevölkerung in die Sklaverei geführt, wovon sich die Stadt in nächster Zeit nicht wieder erholen sollte. Überfälle durch die Kuruzen 1706 und eine Pestepidemie 1738–1739 forderten 1040 Opfer. 1778 wurde die erste rumänisch-orthodoxe Kirche erbaut. 1891 wurde die Stadt an das Eisenbahnnetz angeschlossen und von 1906 an besaß die Stadt ein eigenes Elektrizitätswerk.
Der Großteil der Siebenbürger Sachsen siedelte Anfang der 1990er Jahre nach Deutschland über.

## Sehenswürdigkeiten

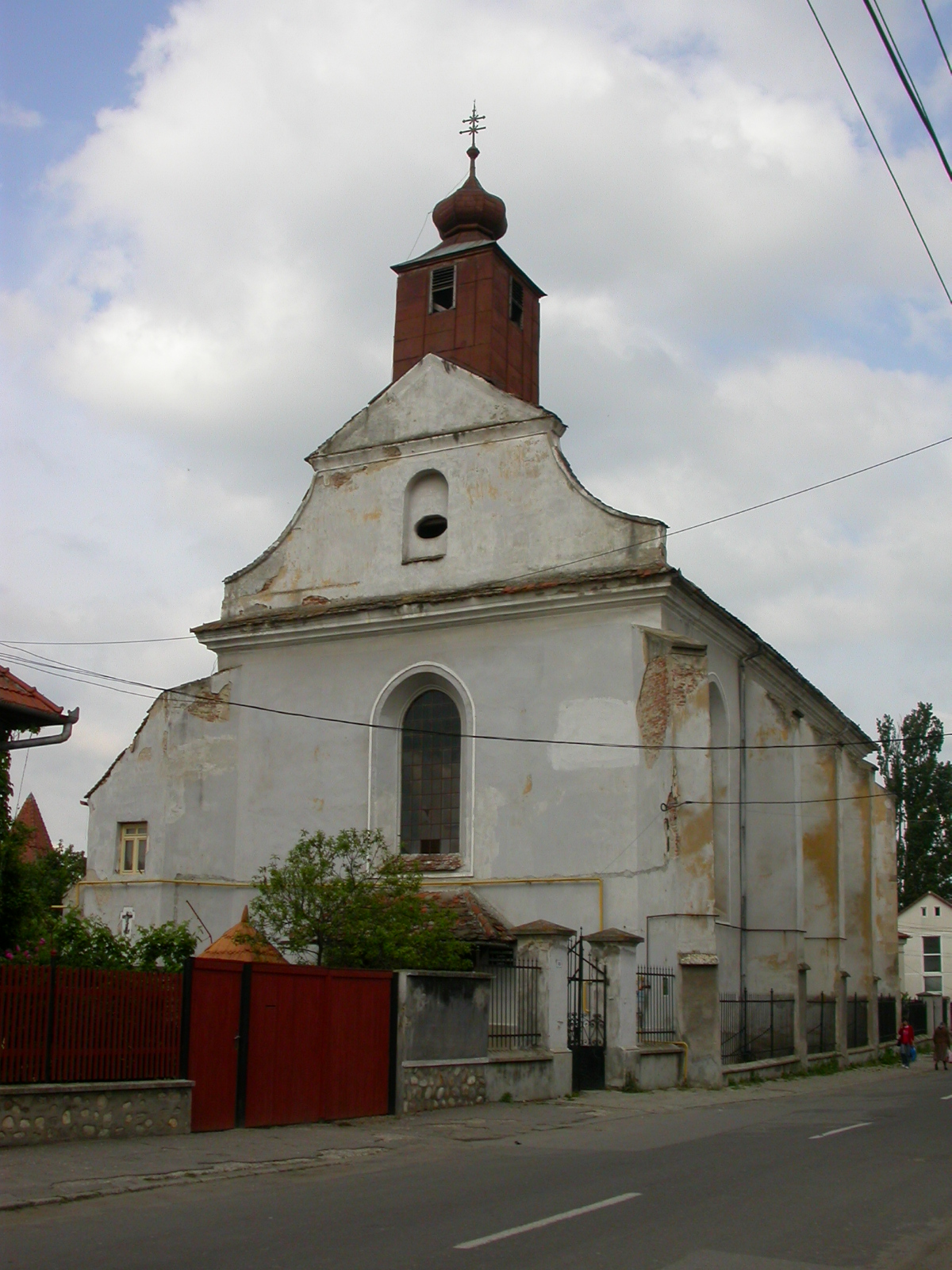
Franziskanerkirche

- Evangelische Stadtpfarrkirche aus dem 13./14. Jahrhundert: An ihrer Stelle befand sich ursprünglich eine romanische Basilika aus dem 12. Jahrhundert, welche 1241 im Mongolensturm zerstört wurde. Die heutige Kirche wurde danach im gotischen Stil wiederaufgebaut und mit Wehrbauten versehen.
- Stadtmauer: Der Verlauf der aus dem 14. Jahrhundert stammenden Stadtmauer ist auch heute noch deutlich auf Stadtplänen zu erkennen. Sie ist in großen Teilen erhalten.
- Franziskanerkirche: Ursprünglich ein Dominikanerkloster aus dem 13. Jahrhundert. Die gotische Kirche wurde im 18. Jahrhundert barockisiert. Gut erhalten sind die gotischen Chorfenster.

## Bevölkerung
Bei der Volkszählung 2002 hatte die gesamte Gemeinde Sebeș (inkl. der Dörfer Lancrăm, Petrești und Răhău) 27.698 Einwohner, davon 25.632 Rumänen, 411 Deutsche, 1385 Roma, 212 Magyaren und 58 anderer Nationalität. Die Stadt hat 9860 Haushalte, davon 6874 in Sebeș, 411 in Lancrăm, 1192 in Petrești und 340 in Răhău.
Die Bevölkerung von Sebeș entwickelte sich wie folgt:
| 1850 | 4456   | 2695   | 39  | 1568 | 154              |
| 1910 | 8504   | 4980   | 875 | 2345 | 304              |
| 1941 | 9389   | 6720   | 255 | 1757 | 657              |
| 1977 | 19.191 | 15.935 | 399 | 1733 | 1124             |
| 1992 | 23.227 | 21.117 | 294 | 557  | 1259             |
| 2002 | 21.077 | 19.303 | 166 | 231  | 1377             |
| 2021 | 26.490 | 21.149 | 70  | 173  | 5098 (1236 Roma) |

## Wirtschaft
Die wichtigsten Wirtschaftszweige sind Industrie, Landwirtschaft, Handel und Dienstleistungen sowie Kommunikation. In Sebeș sind 1.484 Firmen ansässig. Zu nennen ist insbesondere die Holzverarbeitung durch SC Kronospan Sebes SA und SC Kronospan Sepal SA (Deutschland/Österreich – einer der größten Hersteller von Holzwerkstoffen – z. B. MDF-Platten, Spanplatten und Laminatfußböden – in Europa), direkt nebenan SC Holzindustrie Schweighofer SRL (Österreich), Savini Due SRL (Italien) und Ciatti SRL (Italien). Im Bereich der Textilwarenproduktion sind SC Ciserom SA sowie SC Anversa Est Textil SA (Italien) tätig. Für Lederwaren stehen SC Capris SA (Deutschland), SC Confexpeli SA und SC Rapel SA.
Die landwirtschaftlich genutzte Gesamtfläche beträgt 5.628 ha. Davon werden 4.695 ha durch Bauernvereine und der Rest von Einzelbauern bewirtschaftet.

## Persönlichkeiten

### Söhne und Töchter der Stadt
- Johann Friedrich Geltch (1815–1851), Pfarrer und Schriftsteller[5]
- Friedrich Krasser (1818–1893), Mediziner und Schriftsteller
- Georg Friedrich Marienburg (1820–1881), Pfarrer, Heimatkundler und Sprachforscher
- Franz Binder (1824–1875), Afrika-Forscher[6]
- Carl Filtsch (1830–1845), Komponist und Pianist
- Viktor Roth (1874–1936), Historiker und Pfarrer, Ehrenmitglied der Rumänischen Akademie
- Theobald Streitfeld (1902–1985), Heimatforscher[7]
- Harald Krasser (1906–1981), Schriftsteller und Übersetzer[8]
- Gheorghe Rășinaru (1915–1994), Fußballspieler
- Radu Stanca (1920–1962), Schriftsteller[9]
- Aga Honigberger (1922–2012), Keramikerin
- Anneliese Thudt (1927–2018), Mundartforscherin und Lexikografin[10]
- Feli (* 1986), Sängerin und Songschreiberin

### Persönlichkeiten, die mit Sebeș in Verbindung stehen
- Johann Zápolya (1487–1540), Fürst von Siebenbürgen, starb bei Mühlbach
- Michael Pancratius (1631/32–1690), evangelischer Bischof in Siebenbürgen von 1686 bis 1690[11]
- Lucian Blaga (1895–1961), Lyriker, Philosoph, Dramatiker und Übersetzer, wohnte viele Jahre seines Lebens hier

## Städtepartnerschaften
- Komárno in der Slowakei
- Komárom in Ungarn; am rechten Ufer der Donau gegenüber von Komárno.
- Büdingen in Deutschland